# الإعلام في موريتانيا
تشهد وسائل الإعلام في موريتانيا تحولا نحو بيئة صحفية أكثر حرية، في حين أصبحت مفتوحة بشكل متزايد أمام القطاع الخاص. القوانين التي تحكم وسائل الإعلام هي الأكثر ليبرالية في منطقة أفريقيا جنوب الصحراء الكبرى. اعتبارًا من عام 2010، صنفت منظمة مراسلون بلا حدود موريتانيا في المرتبة 99 من أصل 178 في مؤشرها العالمي لحرية الصحافة. في عام 2024، صُنفت موريتانيا في المرتبة 33 من أصل 180 دولة.
حدثت انتكاسة لحرية الصحافة في عام 2009، عندما سُجن حنفي ولد الدهاه رئيس تحرير موقع التقدمي لعدة أشهر، مع تمديد عقوبة السجن تعسفًا، بتهمة الإساءة إلى الأخلاق. قد يتم حظر الصحفيين في موريتانيا لنشر أعمال تسيء إلى الإسلام.
بعد انقلاب عام 2008، قام النظام الجديد بقمع بعض صحفيي الإذاعة والتلفزيون، بينما تمتعت وسائل الإعلام الأخرى بحرية التعبير، ولا سيما "لو كالام" و"لا تريبيون". غالبًا ما يقوم الصحفيون الذين يتقاضون أجورًا زهيدة بتحرير العمل بناءً على طلب السياسيين أو المصالح التجارية. تعتبر الرقابة الذاتية ونقص مصادر المقالات من المشاكل الأخرى التي تعيق التغطية الصحفية المتوازنة في موريتانيا.

## الصحافة المكتوبة
من ابرز واقدم المؤسسات الاعلامية بموريتانيا مايلي :
- الوكالة الموريتانية للأنباء: الوكالة الاخبارية الرسمية والتي تصدر يوميتين هما الشعب باللغة العربية و«أوريزون» باللغة الفرنسية وتعتبر من رواد العمل الإعلامي المؤسسي.
- وكالة الاخبار المستقلة: لها السبق في أنها أول وكالة أنباء أخبار موريتانية مستقلة، وتتبع لها يومية الأخبار ذائعة الصيت[4]

صدرت صحف بداية التسعينيات أي مع بداية التجربة الديمقراطية في موريتانيا مثل القلم لناشرها الرحل حبيب ولد محفوظ والمنبر لناشرها محمد فال عمير والوعي لناشرها سي مامودو والبشرى والحقيقة لناشرها محمد الشيخ ولد سيدي محمد وأخبار نواكشوط لناشرها شيخنا ولد النني والتواصل لناشرها أحمد ولد مولاي محمد والوعي البديل لناشرها شيخنا ولد إدودو وجريدة اشطاري الساخرة لناشرها عبد الباقي ولد محمد وقد شهدت البدايات ظهور صحف لم تستمر مثل الزمان والخيار وأخبار الأسبوع بينما استمرت إلى وقت لاحق صحيفة موريتانيا الغد بالفرنسية لناشرها أباه ولد السالك
ثم جاء جيل جديد من الصحف والصحفيين حيث وصل عدد الصحف إلى أكثر من ثمانين صحيفة متفاوتة الصدور وأكثر من 400 ترخيص

## الصحافة الالكترونية
بدأت بوادر ثورة تقنية في رصد، نقل وتحليل المعلومات مع الشبكة العنكبوتية فقد انشأت العديد من الوكالات الاخبارية ودخل الكثيرون على خط التحرير الصحفي والإعلامي ك«وكالة الأخبار الموريتانية» وموقع صحراء ميديا، وموقع الصحراء، و«موقع الطوراي» وموقع «تقدمي» وموقع الشروق ميديا.

## انتقادات
ينتقد البعض الإعلام الموريتاني بانه غير مكتمل النضج ولم يتخذ بعد عمقا ذا تأثير في خلق والتاثير على الرأي العام، وذلك يرجع لعدة عوامل من ضمنها هيمنة الدولة على الوسائل الإعلامية الرسمية والتي تتوفر على وسائل جيدة ولكن تنقصها الموضوعية والحيادية نوعا ما، ضعف الوسائل المتاحة للإعلام الحر أو المستقل الذي يتأثر بالداعمين السياسيين والأيديولوجيين الضروريين لأستمرار وجوده مما خلق نوعا من عدم الثقة في الإعلام، وإن كانت المواقع الاخبارية وبعض التجارب الصحفية السابقة قد اضافت بعداً جديداً لهذا الإعلام الذي لا يتفق إلا على نقابة الصحفيين الموريتانيين برئاسة الحسين ولد امدو التي تبذل جهودا للم شمل الأسرة الإعلامية، وتوحيد مواقفها وإيجاد حلول مشتركة تضمن الرقي بالعمل الإعلامي.